# Interdimenzionální televize
Interdimenzionální televize (v anglickém originále Rixty Minutes) je osmý díl první řady seriálu Rick a Morty. Premiéru měl 17. března 2014 na Adult Swim. Jeho autory jsou Tom Kauffman a Justin Roiland a režisérem Bryan Newton. V epizodě Rick s Mortym sledují televizní pořady z jiných dimenzí, zatímco Jerry, Beth a Summer sledují alternativní verze své reality pomocí interdimenzionálních brýlí. Epizoda byla dobře přijata a ve Spojených státech ji sledovalo přibližně 1,48 milionu diváků.

## Děj
Rick vyjádří své znechucení nad kvalitou moderní televize a nahradí běžnou kabelovku rodiny Smithových zařízením, které jim umožní sledovat pořady z nekonečných realit. Rick listuje kanály a ukazuje nekonečné možnosti, včetně reality, kde je Jerry slavným hercem. Nadšení Jerry, Beth a Summer prosí Ricka, aby jim ukázal jejich alternativní životy. Ten vytáhne interdimenzionální brýle, které jim umožní vidět očima jejich alternativních já. Morty zůstává s Rickem a oba pokračují ve sledování různých reklam a klipů z alternativních realit.
Jerry, Beth a Summer se střídají v používání brýlí. Jerry se vidí, jak šňupe hromady kokainu s Johnnym Deppem, zatímco Beth vidí, jak operuje člověka místo koně. Summer však zjišťuje, že ve většině realit neexistuje, přičemž ty, ve kterých existuje, se z velké části nezměnily. Jerry a Beth se Summer přiznají, že byla nechtěným těhotenstvím, které se původně chystali přerušit, a že její narození jim zabránilo v dosažení jejich cílů. To Summer velmi rozruší a oznámí jí, že má v plánu utéct.
Zatímco si Summer začíná balit kufry, Morty se ji pokouší utěšit. Ukáže Summer hroby, které s Rickem vykopali na jejich zahradě v epizodě „Lektvar lásky“, a přizná se, že Morty z její reality je mrtvý a on je její bratr z jiné reality. Na závěr pak prohlásí:
| „                                          | Nikdo neexistuje záměrně, nikdo nikam nepatří, všichni zemřou.... Přijdeš se podívat na televizi? | “ |
| — Morty v díle Interdimenzionální televize |                                                                                                   |   |

Summer souhlasí, že zůstane, a oba se vrátí dolů, aby se s Rickem dívali na televizi. Jerry se vrátí do obývacího pokoje a řekne Mortymu, že se s Beth rozhodli strávit nějaký čas odděleně. V televizi se náhle objeví Jerry v alternativní realitě, který se nervově zhroutil a řídí skútr po dálnici při „nízkorychlostní honičce“ s policií. Sledují, jak alternativní Jerry přichází ke dveřím alternativní Beth a říká jí, že nenávidí svůj život a lituje, že nepokračují ve vztahu. Když vidí, jak je pro ně jejich vztah důležitý, vrhnou se Beth a Jerry znovu do náruče.
V sekvenci po skončení filmu sleduje rodina Smithových zprávy ze „světa křečků v zadku“. Pokládají Rickovi nejrůznější otázky o světě, dokud do něj neochotně nevytvoří portál, aby na ně mohli sami najít odpovědi. Rodina pak stráví ve Světě křečka v zadku příjemnou dovolenou.

## Přijetí
Osmý díl první řady se od svého vydání těší velkému uznání a od té doby je označován za jednu z nejlepších epizod celého seriálu. Matt Fowler z IGN udělil epizodě známku 8,8 z 10 a řekl: „Už dlouho mě žádný animovaný seriál skutečně nepobavil tak, jako tento – neobětoval humor pro podivnost, ale dokonale je spojil dohromady.“ Zack Handlen z The A.V. Club udělil epizodě jedničku a říká: „Pokud to z mé recenze nebylo jasné, tato epizoda mě docela odrovnala.“
Stacy Taylorová z Geek Syndicate dala epizodě 5/5 a řekla, že „Interdimenzionální televize je bez stínu pochybností tak blízko dokonalým dvaceti minutám televize, jak si myslím, že se nám to kdy může podařit.“ Den of Geek dal epizodě 3,5/5, přičemž Joe Matar řekl, že většina dílu „je efektivně stejný druh věcí, což z velké části dílu dělá podivnou skečovou show. Ale jako u všech skečových pořadů (zejména improvizovaných) je výstup trefou do černého.“